# Дорнбуш, Рудигер
Рудигер (Руди) Дорнбуш (нем. Rüdiger (Rudi) Dornbusch; 8 июня 1942, Крефельд — 25 июля 2002, Вашингтон) — американский экономист немецкого происхождения.

## Биография
Лиценциат Женевского университета (1966); доктор философии Чикагского университета (1971). Преподавал в Чикаго, в Рочестерском университете, а также — в Массачусетском технологическом институте (1975—2002). Лауреат премии Бернхарда Хармса (1992). Почётный член мюнхенского Центра экономических исследований (1998).

## Научные интересы
Специалист в области международной экономики, в её макроэкономических аспектах. Особый интерес — проблемы динамики обменных курсов валют, галопирующей инфляции и гиперинфляции, а также проблемы внешнего долга.